# Zataria multiflora
Zataria multiflora ist eine Pflanzenart aus der Familie der Lippenblütler (Lamiaceae). Sie ist die einzige Art der Gattung Zataria. Sie kommt in Teilen Asiens vor.

## Beschreibung
Zataria multiflora ist ein aromatisch duftender Halbstrauch dessen Stängel dicht filzig mit weißlichen Trichomen behaart ist. Die Laubblätter sind klein, dicht drüsig gepunktet. Ihr Rand ist nahezu ganzrandig, die Form der Blattspreite ist kreisförmig bis elliptisch. Oftmals sind auch die Laubblätter dicht weiß behaart.
Die Blütenstängel bestehen aus wenigblütigen Scheinwirteln, die zu kurzen, ährenförmigen Thyrsen gedrängt sind. Oftmals stehen sie an kurzen Blütenstandsstielen in den Achseln laubblattartiger Tragblätter, die jedoch zur Triebspitze hin mehr und mehr reduziert sind. Vorblätter sind nur undeutlich ausgebildet. 
Die nahezu aufsitzenden Blüten sind sehr klein. Der Kelch ist eiförmig-zylindrisch und radiärsymmetrisch. Die fünf Kelchlappen sich gleichförmig, kurz und breit dreieckig. Die Innenseite des Kelchs ist behaart, die Kelchröhre ist von fünf Adern durchzogen, dazwischen befindliche Adern sind mehr oder weniger nicht vorhanden. Kelch und Vorblätter sind mit Drüsen besetzt, die sich rötlich orange verfärben. Die Krone ist weiß, schwach zweilippig, die Oberlippe besteht aus zwei, die Unterlippe aus drei Kronlappen. Die Lippen stehen von der Kronröhre ab, die Lappen sind nahezu gleichgestaltig, die Kronröhre steht nur leicht über die Krone hinaus. 
Die Blüten einer Pflanze sind entweder vollständig zwittrig oder vollständig weiblich (Gynodiözie). In zwittrigen Blüten stehen die Staubblätter leicht über die Kronröhre hinaus, die Theken der Staubbeutel sind leicht auseinanderstehend und getrennt voneinander. Der Blütenboden ist mehr oder weniger eben, die Vorderseite ist jedoch leicht angeschwollen. Die Narben sind kurze, abgeflachte, nahezu gleichgestaltige Lappen.
Die Früchte sind eiförmige, glatte Nüsschen, oftmals wird nur eine einzige ausgebildet.

## Verbreitung und Standorte
Die Art kommt im Süden Irans, im Osten Afghanistans und in Pakistan vor.  Ihr Verbreitungsgebiet reicht vom Iran bis zum westlichen Himalaja. Sie wächst dort auf offenen, steinigen Flächen, oftmals in der Nähe zeitweise ausgetrockneter Flüsse.

## Belege
- R. M. Harley et al.: Labiatae. In: K. Kubitzki et al. (Hrsg.): The families and genera of vascular plants. Band VII: Flowering Plants, Dicotyledons, Lamiales (except Acanthaceae, including Avicenniaceae). Springer Verlag, 2004, ISBN 9783540405931.